# النبقية
النبقية، مركز من مراكز محافظة الشماسية، وتقع شمال شرق بريدة إحدى بلدان منطقة القصيم، وتبعد عنها حوالي 37 كم.

## التاريخ
تقع على طريق القصيم الرياض القديم وهي قرية جميلة ويزورها المتنزهين اوقات الأمطار والربيع حيث انها قريبة من فيضة اللغف ( روضة مهنا ) ويقع نفود الثويرات بجنباتها وبها مزارع كثيرة وسميت بالنبقية لكثرة اشجار النبق ( السدر) فيها. 
ووقعت بقربها معركة روضة مهنا بين قوات إمارة نجد بقيادة عبد العزيز بن عبد الرحمن بن فيصل آل سعود. وبين قوات إمارة جبل شمر بقيادة عبدالعزيز بن متعب آل رشيد حيث قُتل عبدالعزيز بن متعب آل رشيد في هذه المعركة في 12 أبريل 1906

## السكان
يبلغ عدد سكان مركز النبقية 3,000 نسمة

## آثار النبقية
أبرق المذبح: الواقع شمال شرق النبقية على بعد 7,5 كم، وقد وقعت فيه معركة فاصلة بين الملك عبدالعزيز آل سعود وبين الأمير عبد العزيز بن رشيد؛ فقد وقعت معركة روضة مهنا جنوب شرق النبقية على بعد 9 كم.
الموقع الجغرافي
تقع شرق منطقة القصيم وتبعد عن مدينة بريدة 54 كم وتبعد عن محافظة الشماسية 26 كم.

## المناخ
المناخ قاري صحراوي، حار جاف صيفًا بارد مُمطر شتاء، وتبلغ درجة الحرارة صيفًا 45°م، وفي الشتاء تصل 3- مادون الصفر ومتوسط سقوط المطر 145 ملم

## وصلات خارجية
- «أبرق المذبح» الموقع الحقيقي لحسم معركة روضة مهنا.